# اردک سوت‌زن هندی
اردک سوت‌زن هندی (نام علمی: 'Dendrocygna javanica') گونه‌ای اردک سوت‌زن است که در شبه‌قاره هند و آسیای جنوب شرقی زندگی و تخمگذاری می‌کند. آن‌ها در طول روز در گروه‌هایی بر روی آب دریاچه‌ها و آبگیرها دیده می‌شوند و می‌توانند بر روی درختان بروند و در سوراخ‌های تنهٔ درختان تخم‌گذاری کنند. این اردک کفلی به رنگ بلوطی دارد که آن را از خویشاوند بزرگ‌جثه‌تر خود، اردک سوت‌زن گندم‌گون، که کفلی به رنگ سفید شیری دارد متمایز می‌کند.